# فیرویو (کالیفرنیا)
فیرویو (به انگلیسی: Fairview) یک منطقهٔ مسکونی در ایالات متحده آمریکا است که در شهرستان آلامدا، کالیفرنیا واقع شده‌است. فیرویو ۷٫۲۲۳ کیلومتر مربع مساحت و ۱۰٬۰۰۳ نفر جمعیت دارد و ۱۸۱٫۹۷ متر بالاتر از سطح دریا واقع شده‌است.